# Paroligolophus agrestis
Espèce
Synonymes
- Opilio agrestis Meade, 1855
- Oligolophus ephippiger Simon, 1879

Paroligolophus agrestis est une espèce d'opilions eupnois de la famille des Phalangiidae.

## Distribution
Cette espèce se rencontre en Europe.

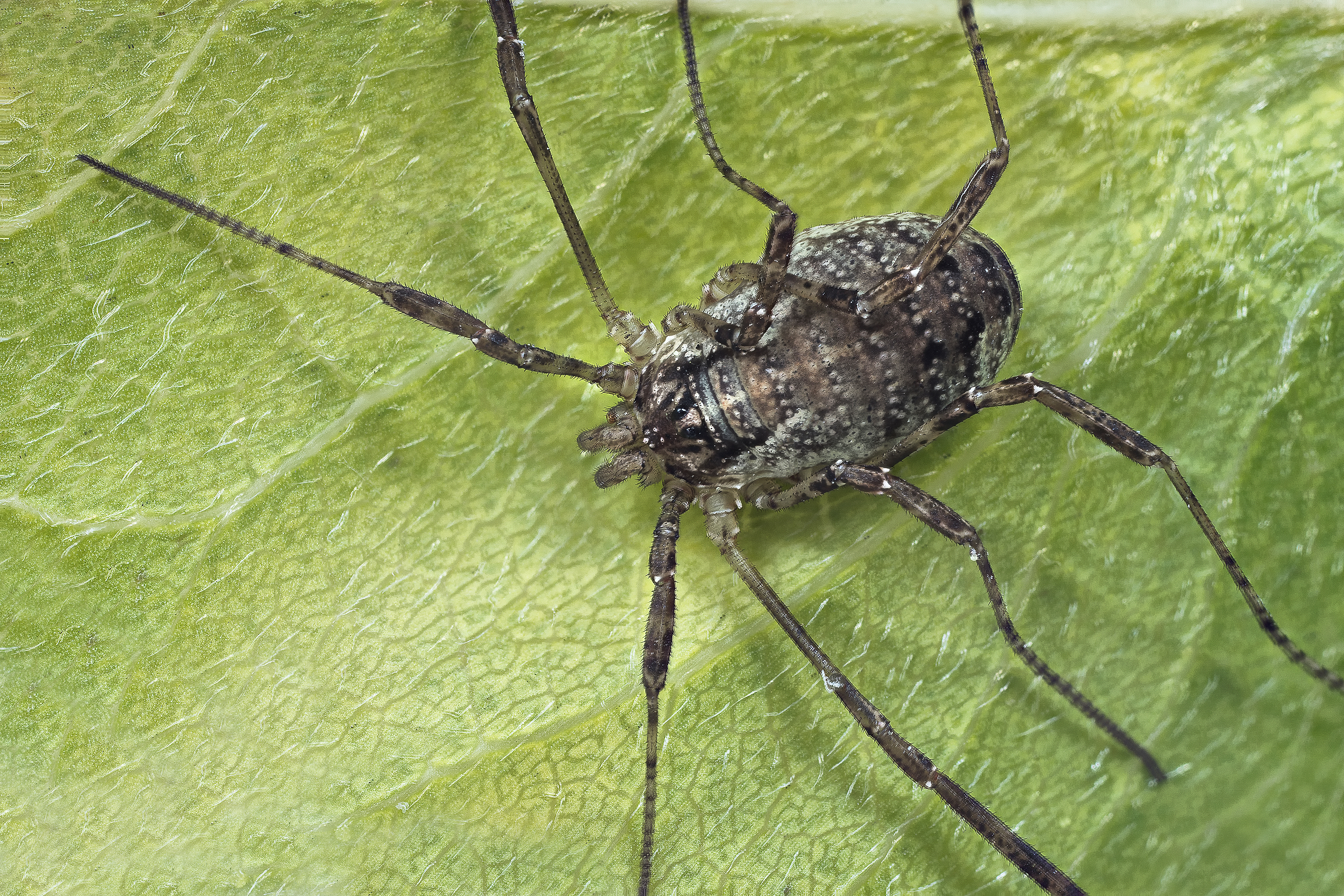
Paroligolophus agrestis

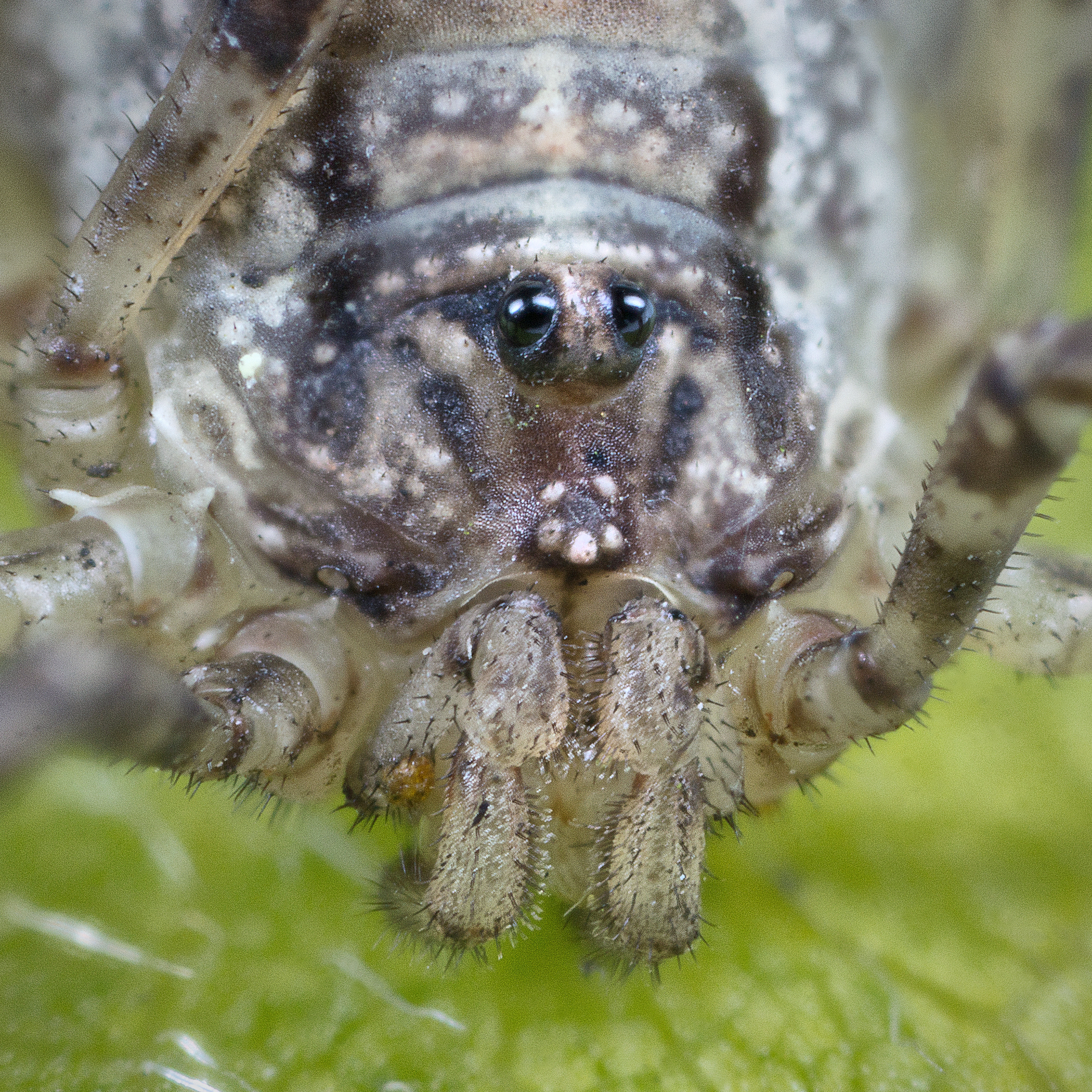
Paroligolophus agrestis

## Publication originale
- Meade, 1855 : « Monograph on the British Species of Phalangiidae or Harvestmen. » Annals and Magazine of Natural History, sér. 2, vol. 15, no 90, p. 393–416 (texte intégral).